# Список прем'єр-міністрів Литви

## Перша Республіка (1918–1940)
- Аугустінас Вольдемарас 4 листопада 1918 — 26 грудня 1918
- Міколас Сляжявічус 26 грудня 1918 — 12 березня 1919
- Пранас Довідайтіс 12 березня 1919 — 12 квітня 1919
- Міколас Сляжявічус 12 квітня 1919 — 6 жовтня 1919
- Ернястас Галванаускас 7 жовтня 1919 — 19 червня 1920
- Казіс Грінюс 19 червня 1920 — 2 лютого 1922
- Ернястас Галванаускас 2 лютого 1922 — 18 червня 1924
- Антанас Тумєнас 18 червня 1924 — 4 лютого 1925
- Вітаутас Пятруліс 4 лютого 1925 — 19 вересня 1925
- Ляонас Бістрас 25 вересня 1925 — 15 червня 1926
- Міколас Сляжявічус 15 червня 1926 — 17 грудня 1926
- Аугустінас Вольдемарас 17 грудня 1926 — 23 вересня 1929
- Юозас Тубяліс 23 вересня 1929 — 24 березня 1938
- Владас Міронас 24 березня 1938 — 28 березня 1939
- Йонас Чярнюс 28 березня 1939 — 21 листопада 1939
- Антанас Мяркіс 21 листопада 1939 — 17 червня 1940
- Юстас Палецкіс 17 червня 1940 — 24 червня 1940
- Вінцас Креве-Міцкявічюс 24 червня 1940 — 25 серпня 1940, в. о.

## Литовська РСР (1940–1990)
- Юстас Палецкіс 17 червня 1940 — 24 червня 1940
- Мячісловас Ґядвілас 25 серпня 1940 — 16 січня 1956
- Мотєюс Шумаускас 16 січня 1956 — 14 квітня 1967
- Юозас Манюшис 14 квітня 1967 — 16 січня 1981
- Рінґаудас-Бронісловас Сонґайла 16 січня 1981 — 18 листопада 1985
- Вітаутас Сакалаускас 18 листопада 1985 — 11 березня 1990

## Друга Республіка (з1990)
| Ім'я                   | Термін                                | Партія                                           |
| ---------------------- | ------------------------------------- | ------------------------------------------------ |
| Вітаутас Сакалаускас   | 11 березня 1990 — 17 березня 1990     | Саюдіс                                           |
| Казимира Прунскене     | 17 березня 1990 — 10 січня 1991       | Саюдіс                                           |
| Альбяртас Шімєнас      | 10 січня 1991 — 13 січня 1991         | Саюдіс                                           |
| Ґядімінас Вагнорюс     | 13 січня 1991 — 21 липня 1992         | Саюдіс                                           |
| Александрас Абішала    | 21 липня 1992 — 2 грудня 1992         | Саюдіс                                           |
| Бронісловас Лубіс      | 2 грудня 1992 — 10 березня 1993       | —                                                |
| Адольфас Шляжявичюс    | 10 березня 1993 — 15 лютого 1996      | Демократична партія праці Литви                  |
| Лаурінас Станкявічюс   | 15 лютого 1996 — 27 листопада 1996    | Демократична партія праці Литви                  |
| Ґядімінас Вагнорюс     | 15 лютого 1996 — 4 травня 1999        | Союз Вітчизни — Литовські консерватори           |
| Іряна Дягутєнє         | 4 травня 1999 — 18 травня 1999        | Союз Вітчизни — Литовські консерватори           |
| Роландас Паксас        | 18 травня 1999 — 27 жовтня 1999       | Союз Вітчизни — Литовські консерватори           |
| Іряна Дягутєнє         | 27 жовтня 1999 — 3 листопада 1999     | Союз Вітчизни — Литовські консерватори           |
| Андрюс Кубілюс         | 3 листопада 1999 — 26 жовтня 2000     | Союз Вітчизни — Литовські консерватори           |
| Роландас Паксас        | 26 жовтня 2000 — 20 червня 2001       | Союз лібералів Литви                             |
| Еугяніюс Ґянтвілас     | 20 червня 2001 — 3 липня 2001         | Союз лібералів Литви                             |
| Альгірдас Бразаускас   | 3 липня 2001 — 4 липня 2006           | Соціал-демократична партія Литви                 |
| Ґядімінас Кіркілас     | 4 липня 2006 — 28 листопада 2008      | Соціал-демократична партія Литви                 |
| Андрюс Кубілюс         | 28 листопада 2008 — 22 листопада 2012 | Союз Вітчизни — Литовські християнські демократи |
| Альгірдас Буткявічюс   | 22 листопада 2012 — 13 грудня 2016    | Соціал-демократична партія Литви                 |
| Саулюс Скверняліс      | 13 грудня 2016 — 25 листопада 2020    | Безпартійний                                     |
| Інґріда Шимоніте       | 11 грудня 2020 — 21 листопада 2024    | Союз Вітчизни — Литовські християнські демократи |
| Ґінтаутас Палюцкас     | 21 листопада 2024 — 4 серпня 2025     | Соціал-демократична партія Литви                 |
| Рімантас Шаджюс (в.о.) | з 4 серпня 2025                       | Соціал-демократична партія Литви                 |